# Immendorf (Gemeinde Wullersdorf)
Immendorf ist eine Ortschaft und eine Katastralgemeinde von Wullersdorf im Bezirk Hollabrunn in Niederösterreich.

## Geschichte
Beim Ort wurde eine Kreisgrabenanlage aus der mittleren Jungsteinzeit ergraben.
Laut Adressbuch von Österreich waren im Jahr 1938 in der Ortsgemeinde Immendorf ein Bäcker, ein Binder, ein Brennstoffhändler, ein Dachdecker, ein Fleischer, ein Friseur, ein Futtermittelhändler, ein Gastwirt, sechs Gemischtwarenhändler, eine Hebamme, ein Klavierbauer, eine Milchgenossenschaft, ein Sattler, ein Schlosser, zwei Schmiede, ein Schneider und eine Schneiderin, zwei Schuster, ein Tischler, ein Wagner und mehrere Landwirte ansässig. Weiters gab es zwei Genossenschaften mit einer Spiritusbrennerei.

## Öffentliche Einrichtungen
In Immendorf befindet sich ein Kindergarten.

## Sehenswürdigkeiten
- Schloss Immendorf, von dem nur noch die Grundmauern, aber auch zahlreiche Nebengebäude erhalten sind

## Persönlichkeiten
- Johann Ernst II. von Hätzenberg († 1717), Land-Untermarschall, war Besitzer der Herrschaft
- Georg Wilfinger (* 1949), Benediktiner und Abt des Stiftes Melk